# Bedřich Smetana (válečný zločinec)
Bedřich Smetana, původním jménem Friedrich Schmitzer, (1920 Moravská Ostrava – ?) byl slovenský voják a posléze válečný zločinec, který společně s Karolem Pazúrem velel vojákům při masakru na Švédských šancích v červnu 1945. Narodil se v Ostravě a vyrůstal na Slovensku, během válečného Slovenského státu se stal evangelíkem. Podle sdělení Antona Rašly v knize Františka Hýbla byl synovcem Ferdinanda Dvorína. 
Dne 19. června po osmé večer na návrší zvaném Švédské šance mezi Újezdcem a Horní Moštěnicí Bedřich Smetana společně s Karolem Pazúrem povolali 27 mužů, kteří dostali za úkol vykopat masový hrob. Po vykopání hrobu nechali přivést k vykopanému hrobu 265 lidí, z toho 71 mužů. 120 žen a 74 dětí, včetně kojenců, většinou Karpatských Němců. Museli odevzdat šperky, peníze, vkladní knížky i osobní doklady a i když bylo již šest týdnů po válce, všichni byli zavražděni. Ráno muži z Lověšic masový hrob zasypali vrstvou hlíny. Bedřich Smetana se po návratu do Bratislavy podílel na dalších masakrech Němců a Maďarů v Petržalce. Byl odsouzen na 12 let, ale před vězením uprchl do Izraele.